# Roumégoux (Tarn)
Roumégoux è un comune francese di 245 abitanti situato nel dipartimento del Tarn nella regione dell'Occitania.

## Società

### Evoluzione demografica
Abitanti censiti